# مقاطعة اشكذر
مقاطعة اشكذر (بالفارسية: شهرستان اشكذر) هي مقاطعة في محافظة يزد في إيران . عاصمة المقاطعة هي اشكذر. في تعداد عام 2006، بلغ عدد سكان المقاطعة 28,072 نسمة.  يوجد في المقاطعة مدينتان هما اشكذر وخضر أباد .